# Anton Pelinka
Anton Pelinka (Vienna, 14 de outubro de 1941) é professor de ciência política e de estudos de nacionalismo na Universidade da Europa Central de língua inglesa de Budapeste. Antes desta nomeação, Pelinka era professor de ciências políticas na Universidade de Innsbruck, uma das maiores universidades da Áustria. Durante sua carreira ele também serviu como reitor, com seu mais recente mandato nesta função ocorrendo entre os anos de 2004 e 2006 quando foi reitor da Faculdade de Ciências Políticas e Sociologia da Universidade de Innsbruck.

## Vida
Depois de concluir os estudos em jurisprudência na Universidade de Viena (Ph.D 1964) e em Ciência Política no Instituto de Estudos Avançados, trabalhou para o jornal semanal "Die Furche". Seu primeiro trabalho acadêmico foi como assistente. Ele retornou ao Instituto de Estudos Avançados, cujo diretor na época era o historiador austro-americano Ernst Florian Winter. Em 1971, ele foi para Salzburg, onde se qualificou como professor universitário um ano depois. Depois foi para a Alemanha para ensinar em Essen e Berlim por dois anos. Em 1975, obteve uma cátedra permanente na Universidade de Innsbruck. Foi professor visitante em várias universidades no exterior. Em 1977, ele estava na Universidade Jawaharlal Nehru, em Nova Délhi. Nos Estados Unidos, ele foi para a Universidade de Nova Orleans em 1981, para a Universidade de Stanford em 1997 e para a Universidade de Michigan em Ann Arbor de 2001 a 2002. Durante este tempo, ele também visitou a Université Libre de Bruxelles. Ele também esteve na Universidade de Harvard (1990 a 1991) e no Collegium Budapest (1994) para fins de pesquisa.
Em outubro de 2004, Anton Pelinka foi nomeado professor titular da Universidade de Innsbruck. Em 1º de janeiro de 2005 foi selecionado como reitor da nova Faculdade de Ciência Política e Sociologia. Ele ocupou esse cargo até sua mudança para a Universidade da Europa Central de Budapeste.
Pelinka também é chefe da Society for Political Education e comentarista regular dos principais jornais e canais de mídia na Áustria e em vários outros países.
Além de suas atividades como cientista, foi representante da Áustria em uma comissão contra o racismo e a xenofobia na União Européia durante a década de 1990.
Depois que Pelinka repreendeu Jörg Haider por minimizar o nacional-socialismo na televisão italiana em 1999, Haider o processou por difamação. Em 2001, Anton Pelinka não foi considerado responsável.

## Pesquisa Científica e Doutrina
WorldCat (Worldcat Identities) lista nada menos que nove de suas obras que alcançaram uma presença global de mais de 300 bibliotecas globais.Pelinka publicou sobre uma gama muito ampla de tópicos na ciência política contemporânea. OCLC.Classify
sugere que suas obras mais difundidas lidam com Preconceito (Manual de preconceito), Áustria Global (Áustria Global : o lugar da Áustria na Europa e no mundo), Áustria : da sombra do passado, pesquisa de paz (Friedensforschung, Konfliktforschung, Demokratieforschung ein Handbuch), social-democracia (Partidos social-democratas na Europa), o fenômeno Haider na Áustria, o desafio do conflito étnico, a democracia e a autodeterminação na Europa Central, a memória histórica austríaca e a identidade nacional, e a Democracia na Índia (Democracia estilo indiano : Subhas Chandra Bose e a criação da cultura política da Índia). As principais ênfases de Pelinka são as teorias democráticas, os sistemas políticos e a cultura política na Áustria e as pesquisas comparativas sobre partidos e associações. Ele é um especialista internacional líder em temas como extremismo de direita e xenofobia na sociedade. Entre 1965 e 2019, Pelinka publicou 92 artigos acadêmicos em importantes revistas de ciência política, documentados na Universidade de Columbia. New York Library.

## Trabalho
Pelinka tem várias publicações que tratam de temas de interesse, especialmente o sistema político austríaco.{{citar web|último=Salzburg Global Seminary|título=Anton Pelinka - Faculty|url=http://www.salzburgglobal.org/current/includes/FacultyPopUp.cfm?IDSPECIAL_EVENT=515&IDRecords=28038%7Carquivourl=https://archive.today/20130415202350/http://www.salzburgglobal.org/current/includes/FacultyPopUp.cfm?IDSPECIAL_EVENT=515&IDRecords=28038%7Curlmorta= sim|arquivodata=15 de abril de 2013|acessodata=12 de maio de 2012 </ref> Em "Fünf Fragen an drei Generationen". Der Antisemitismus und wir heute" (Cinco perguntas a três gerações. O anti-semitismo e nós hoje), ele discute as mudanças históricas na sociedade austríaca. Ele é co-editor, com Ruth Wodak, da revista austríaca, "The Haider Phenomenon". Ele trata da ascensão do Partido da Liberdade Austríaco (FPÖ), sob a presidência de Jörg Haider, e aprofunda o impacto dos partidos e dos fatores econômicos ou sociais na sociedade.<ref name=Sully>Sully, Melanie (1997). «The Haider Phenomenon - Book Review». New York: Columbia University Press. East European Monographs/ref>

## Prêmios
- 1998: Willy und Helga Verkauf-Verlon Preis des DÖW (Prêmio Willy und Helga Verkauf-Verlon do Centro de Documentação da Resistência Austríaca)
- 2005: Preis der Stadt Wien für Geisteswissenschaften (Prêmio para Humanidades da Cidade de Viena)